# Frank Covelli
Frank George Covelli (ur. 2 kwietnia 1937 w Paducah, w stanie Kentucky) – amerykański lekkoatleta, oszczepnik.
W Winnipeg w 1967 zdobył złoty medal igrzysk panamerykańskich z  wynikiem 74,28 m. Wystąpił na Igrzyskach Olimpijskich w Tokio w 1964 i w Meksyku w 1968, za każdym razem zajmując 21. miejsce. Dwukrotnie był mistrzem Stanów Zjednoczonych (1964, 1968). 
Swój rekord życiowy (86,77 m) ustanowił 1 września 1968 w Long Beach. 